# 连山葡萄
连山葡萄（学名：Vitis luochengensis var. tomentoso-nerva）为葡萄科葡萄属罗城葡萄的变种。分布于中国大陆的广东、广西、江西、福建等地，生长于海拔200米至1,000米的地区，常生长在山坡、沟谷林中及灌丛，目前尚未由人工引种栽培。